# Vegagerðin
Vegagerðin (en français Bâtisseurs de routes), auparavant nommé Vegagerð ríkisins est un établissement public islandais dont la mission est de construire, d'entretenir et de gérer les routes et les infrastructures terrestres ou maritimes dans les zones rurales comme entre les zones urbaines.
Vegagerðin dépend du Ministère de l'Intérieur, qui non seulement est propriétaire des routes mais qui est aussi la seule autorité pouvant décider de la construction d'infrastructures en Islande.

## Histoire

### Avant leXXesiècle
Jusqu'au XVIIIe siècle, il n'y avait aucune route officielle en Islande, mais seulement des chemins et des pistes repérables grâce aux petits tas de pierres symbolisant des bornes. 
Au XIXe siècle, les villages de pêcheurs ont commencé à se développer sur le littoral, augmentant les mouvements commerciaux entre les fermes alentour et les autres villages -les fermiers commençaient à aller vendre leurs produits dans les villages littoraux, obligeant alors les autorités à améliorer les infrastructures. 
À la fin du XIXe siècle, les chariots tirés par les chevaux devinrent de plus en plus communs chez les fermiers, créant des chemins partant des villages jusqu'aux zones les plus reculées.

### Du début duXXesiècleà 1960

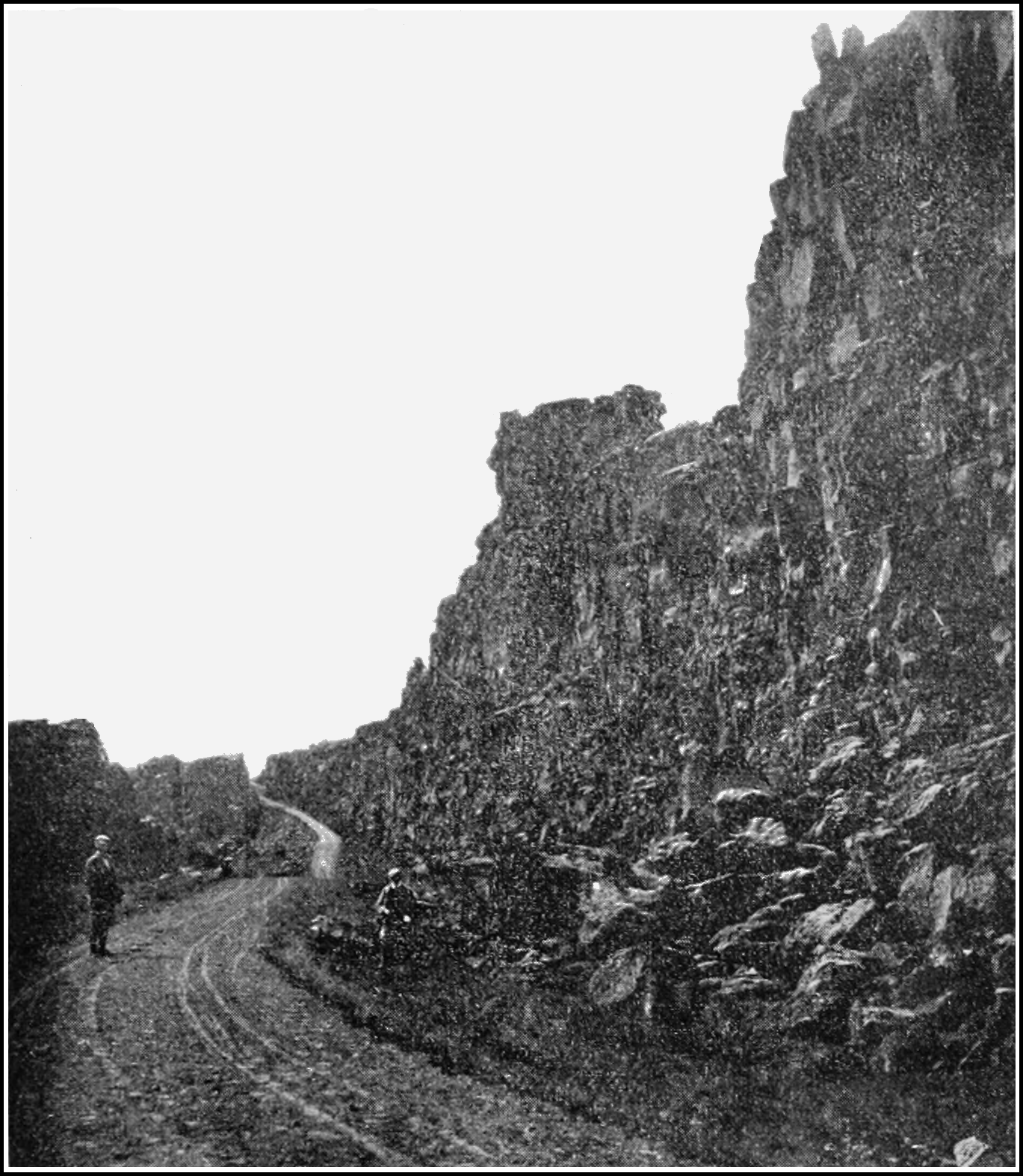
Une route en gravier traversait Þingvellir au début du XX.

Au début du XXe siècle, quelques voitures arrivent en Islande, et des rues commencent à émerger à Reykjavik et dans les plus grands villages. Il fallait donc gérer et créer des routes, et le gouvernement de l'époque décidait de convertir les chemins pour chevaux en routes en gravier. 
En 1918, le gouvernement islandais créait les bureaux de Vegamálastjóri (directeur des routes) et Vitamálastjóri (directeur des phares).
Avant les années 1960, la principale préoccupation du gouvernement était de relier tous les habitants de l'Islande, des agglomérations aux fermes les plus reculées, ce qui représentait un travail considérable. Cela nécessitait une grande main-d'œuvre, d'autant plus que le terrain était difficile, et que le budget du gouvernement était réduit.  

### De 1960 à aujourd'hui

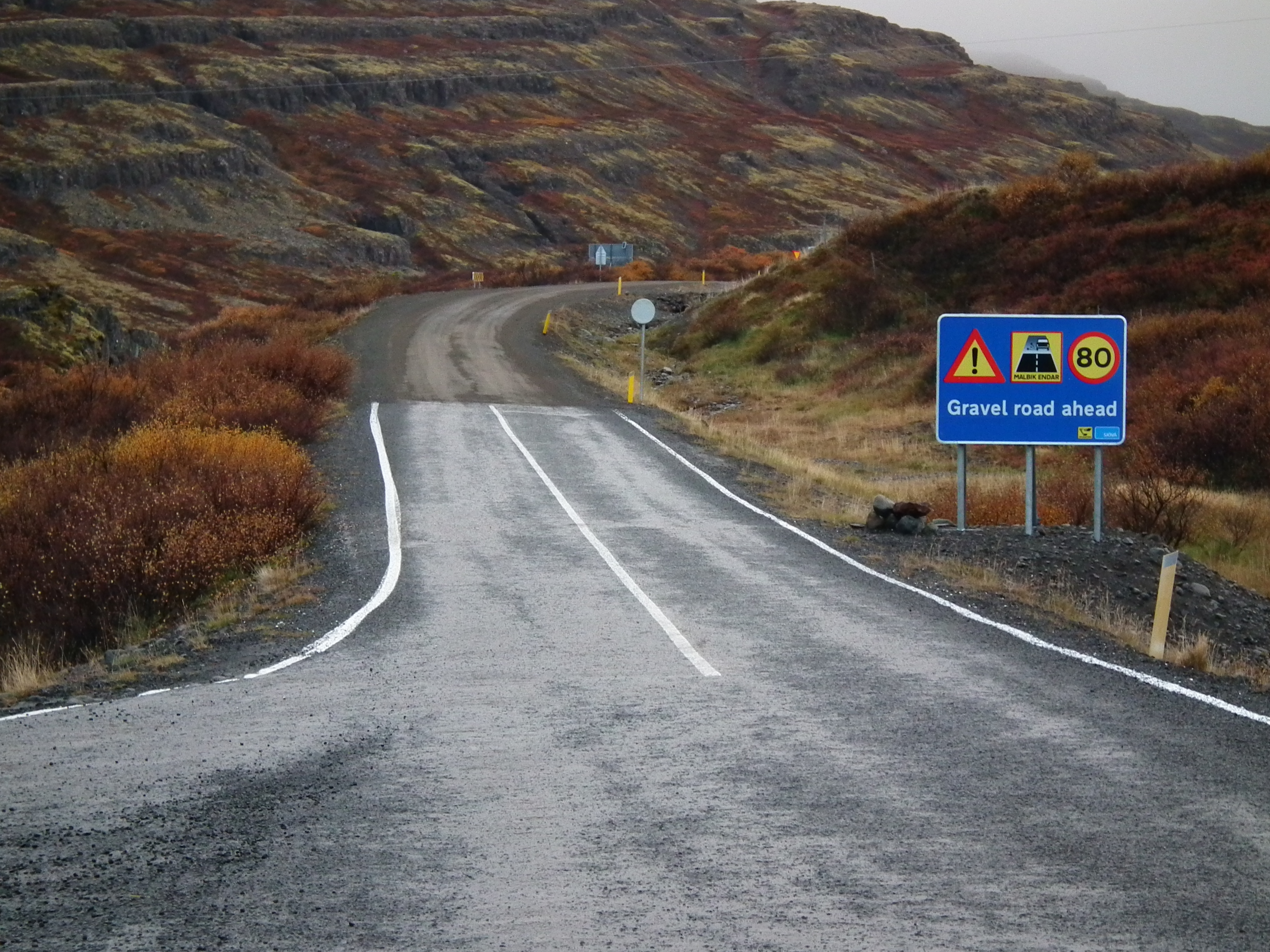
Certaines routes islandaises sont toujours en gravier, ici la route 60. Vegagerðin gère aussi la signalisation routière.

Déjà assez riche pendant la Seconde Guerre mondiale, l'Islande a bénéficié du Plan Marshall à partir des années 1950, ce qui a permis d'améliorer considérablement les infrastructures du pays. En 1960, toute la population islandaise était reliée entre elle. 
C'est alors que le gouvernement a décidé de persévérer dans l'amélioration des infrastructures, remplaçant les gués par des ponts, ou encore en construisant des tunnels. 
Mais dans les années 1980, lorsque la privatisation était de mise en Europe de l'Ouest et même en Islande, Vegagerðin commença à diminuer ses effectifs, faisant appel à des sociétés privées pour construire les routes.
Aujourd'hui, plus aucun employé de l'établissement ne travaille à la construction des routes. Vegagerðin gère l'entretien des routes et la planification des nouvelles constructions, mais gère aussi la sécurité sur ses routes.
Le site internet de l'établissement propose des webcams bordant les routes à travers le pays, ainsi qu'une carte mise à jour en temps réel concernant les ouvertures et fermetures de routes, et les difficultés possibles (verglas, neige, tempête, voire éruption volcanique).

## Zones administratives

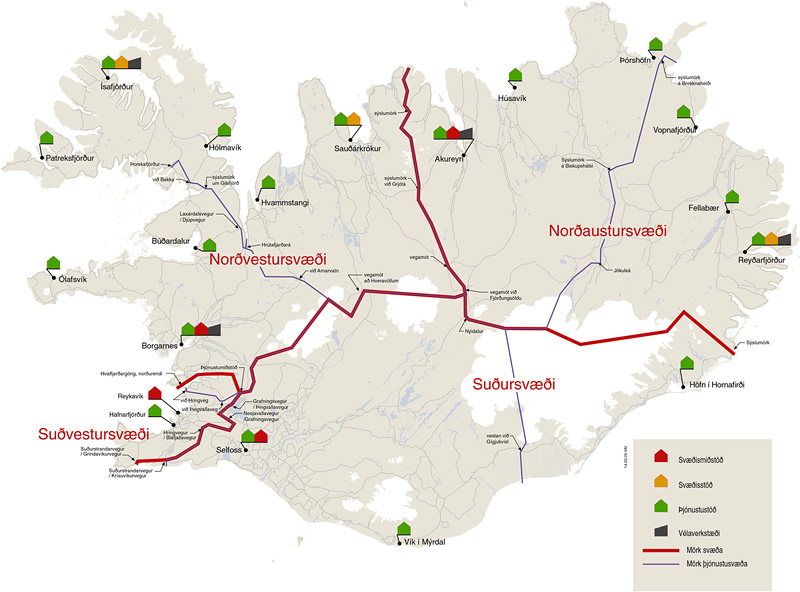
Les divisions administratives de Vegagerðin.

Le siège de Vegagerðin se situe dans Reykjavik, la capitale, mais son activité en province est contrôlée par plusieurs bureaux, et le pays est séparé en quatre divisions administratives: le sud (Suðursvæði), le sud-ouest (Suðvestursvæði), le nord-ouest (Norðvestursvæði) et le nord-est (Norðvestursvæði).